# 大日本帝国憲法第65条
大日本帝国憲法第65条（だいにほん/だいにっぽん ていこくけんぽう だい65じょう）は、第6章にある、予算案の提出に関する規定。

## 現在風の表記
予算は、先に衆議院に提出しなければならない。

## 参考資料
国立国会図書館 大日本帝国憲法